# Ропшинская улица
Ро́пшинская у́лица — улица в Петроградском районе Санкт-Петербурга. Проходит от Большого проспекта Петроградской стороны до Чкаловского проспекта.

## История
Первоначальное название 3-я улица (от Большого до Малого проспекта Петроградской стороны) известно с 1791 года. Она была одной из семи номерных улиц, расположенных перпендикулярно Большому проспекту Петроградской стороны. На участке севернее Малого проспекта в 1849—1853 годах существовало также название Глухой переулок.
Современное название Ропшинская улица дано 20 января 1858 года по селению Ропша в ряду улиц Петербургской стороны, наименованных по населённым пунктам Санкт-Петербургской губернии. В 1903 году улица была продлена до современного Чкаловского проспекта.

## Достопримечательности

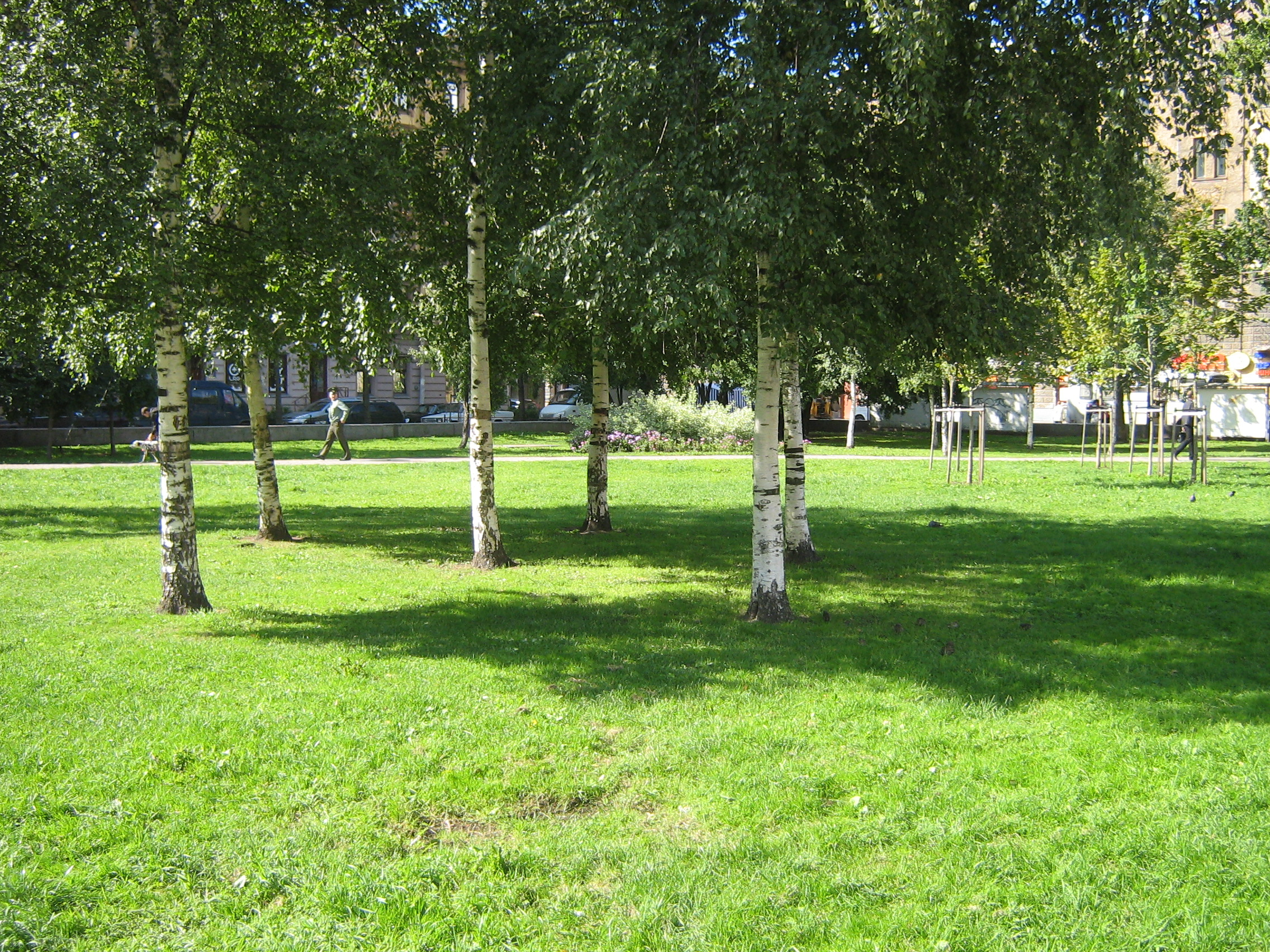
Зеленинский сад

- Доходный дом А. А. Ошевневой (1905), архитектор А. А. Максимов, (дом № 13).
- Доходный дом, построенный в 1905 году по проекту архитектора П. М. Мульханова (дом № 17 / дом № 33 по Малому проспекту)
- Доходный дом архитектора И. И. Демикелли, построенный в 1904 году по его же проекту (дом № 32 / дом № 11 по Чкаловскому проспекту)
- Зеленинский сад (на углу Ропшинской улицы и Чкаловского проспекта)